# Pierre-François-Jacques Piet
Pour les articles homonymes, voir Piet (homonymie).
Pierre-François-Jacques Piet, né le 10 février 1752 à Baignes, est un homme politique français.

## Biographie
Sénéchal du duché et pairie de Montausier et maire de Reignac (Charente), il fut élu, le 15 mai 1815, représentant de l'arrondissement de Barbezieux à la Chambre des Cent-Jours.

## Sources
- « Pierre-François-Jacques Piet », dans Adolphe Robert et Gaston Cougny, Dictionnaire des parlementaires français, Edgar Bourloton, 1889-1891 [détail de l’édition]